# Сухачов Олексій Олександрович
Олексій Олександрович Сухачов (нар. 1978, Харків) — український юрист, директор Державного бюро розслідувань України (з 31 грудня 2021), заслужений юрист України, доктор юридичних наук, генерал-майор Державного бюро розслідувань.

## Життєпис
Народився 1978 року у місті Харкові.
У 2000 році закінчив Національну юридичну академію України ім. Ярослава Мудрого за спеціальністю «Правознавство».
З 2000 року працював в органах державної безпеки, пройшов шлях від слідчого, оперуповноваженого до заступника начальника Головного управління Центрального управління Служби безпеки України.
З 2017 по 2019 рік працював заступником начальника Департаменту Генеральної прокуратури України.
З 2019 по 2020 рік проходив військову службу в Службі зовнішньої розвідки України.
Доктор юридичних наук, захистив дисертацію за спеціальністю: «Кримінальний процес та криміналістика; судова експертиза; оперативно-розшукова діяльність».
24 серпня 2023 року Указом президента України № 533/2023 присвоєно спеціальне звання генерал-майора Державного бюро розслідувань.

### Діяльність у Державному бюро розслідувань
З серпня 2020 року, за результатами відкритого конкурсу, призначений на посаду заступника директора Державного бюро розслідувань.
У вересні 2020 року призначений виконуючим обов'язки директора Державного бюро розслідувань.
Про діяльність Державного бюро розслідувань Сухачов Олексій Олександрович розповів у інтерв'ю «Укрінформ» та «Інтерфакс-Україна». Також був запрошеним у програму «Право на владу».
31 грудня 2021 року призначений директором Державного бюро розслідувань. Указом Президента України від 31 грудня 2021 року № 691/2021 призначений на посаду Директора Державного бюро розслідувань строком на 5 років.
У 2022 році Олексій Сухачов у ток-шоу «Право на владу» розповів, як був організований план постачання вугілля з окупованих територій у 2014-му році.
У 2023 році директор Державного бюро розслідувань проінформував про кроки бюро щодо подолання корупції серед чиновників усіх рівнів.
У 2024 році в коментарі Інтерфакс-Україна Олексій Сухачов зазначив, що завдання ДБР — сприяти поверненню бійців (які самовільно покинули місця служби) на бойові позиції, а не покращувати статистику відкритих кримінальних проваджень щодо ухилення від несення служби.

#### Заяви у пресі
- Олексій Сухачов: «З початку року в Україні зафіксували понад 160 млн грн збитків через екозлочини»[13].
- «Я б не виключав навмисне вбивство» — в. о. директора ДБР про смерть судді, який розглядав справу Шеремета[14].
- Олексій Сухачов: «Розстріл варти на „Південмаші“. Всі подробиці трагедії в Дніпрі з 5 загиблими»[15].
- У ДБР розслідують 25 справ про порушення при будівництві житла для військових[16].
- Україна очікує рішення Міжнародного морського трибуналу у «справі моряків» — ДБР[17].
- Директор ДБР: «Сьогоднішні корупційні справи щодо топпосадовців — це лише початок»[18].

## Нагороди
- Заслужений юрист України[4][19].

#### Декларація
- Сухачов О. О.// Е-декларація, 2019

1. ↑  Сухачов Олексій Олександрович. dbr.gov.ua. Процитовано 24 березня 2023.
2. ↑  УКАЗ ПРЕЗИДЕНТА УКРАЇНИ №691/2021. 31 грудня 2021. Процитовано 24 березня 2023.